# 丹尼爾·希斯洛夫
丹尼爾·希斯洛夫（Daniel Chislov，1995年5月1日—），以色列男子羽毛球運動員。

## 簡歷
2015年10月，希斯洛夫和亞歷山大·巴斯合作出戰以色列夏瑣羽毛球國際賽男子雙打項目並在決賽以2-0的成績（21-14、23-21）的成績擊敗隊友，奪得冠軍。

## 主要比賽成績
只列出曾進入準決賽的國際賽事成績：
| 年份   | 賽事                   | 公開賽級別 | 項目     | 拍檔          | 成績   |
| ------ | ---------------------- | ---------- | -------- | ------------- | ------ |
| 2015年 | 以色列夏瑣羽毛球國際賽 | 未來系列賽 | 男子雙打 | 亞歷山大·巴斯 | 冠軍   |
| 2017年 | 捷克羽毛球國際賽       | 未來系列賽 | 男子單打 | －            | 亞軍   |
| 2017年 | 羅馬尼亞羽毛球國際賽   | 未來系列賽 | 男子單打 | －            | 準決賽 |
| 2018年 | 白俄羅斯羽毛球國際賽   | 未來系列賽 | 男子雙打 | 亞歷山大·巴斯 | 準決賽 |

| 2007-2017年 | 首要超級賽 | 超級賽 | 黃金大獎賽 | 大獎賽 | 國際挑戰賽 | 國際系列賽 | 未來系列賽 | 其他 |

| 2018-2026年 | 總決賽 | 超級1000賽 | 超級750賽 | 超級500賽 | 超級300賽 | 超級100賽 | 國際挑戰賽 | 國際系列賽 | 未來系列賽 | 其他 |